# Irena Sroczyńska
Irena Sroczyńska z domu Czyżewicz (ur. 5 września 1925 w Radomiu, zm. 19 lipca 2001) – polska robotnica, działaczka związkowa i polityk, posłanka na Sejm PRL IV, V, VI, VII i VIII kadencji.

## Życiorys
Córka Stanisława i Józefy. Uzyskała wykształcenie wyższe ekonomiczne. W czasie okupacji była robotnicą w Radomiu. Po wojnie podjęła pracę w fabryce odzieżowej. Pełniła funkcje przewodniczącej rady zakładowej i przewodniczącej oddziału Związku Zawodowego Odzieżowców w Radomiu. Po utworzeniu Związku Zawodowego Pracowników Przemysłu Włókienniczego, Odzieżowego i Skórzanego była kolejno sekretarzem, wiceprzewodniczącą i przewodniczącą Zarządu Głównego tego związku. Od 1968 była sekretarzem Centralnej Rady Związków Zawodowych. Od 1947 w PPR, potem PZPR. Ukończyła dwuletnią Szkołę Partyjną. Członkini Komitetu Łódzkiego PZPR i jego egzekutywy w latach 1965–1969. Od 1968 w Komitecie Centralnym PZPR. Członkini Centralnej Komisji Rewizyjnej KC PZPR od 1980.
W 1965 uzyskała mandat posła na Sejm PRL IV kadencji w okręgu Łódź-Bałuty. Zasiadała w Komisji Przemysłu Lekkiego, Rzemiosła i Spółdzielczości Pracy. W 1969, 1972, 1976 i 1980 uzyskiwała reelekcję. Kandydowała odpowiednio z okręgów: Łódź-Bałuty i Polesie, Łódź-Śródmieście, Łódź i Łódź-Śródmieście. W V kadencji zasiadała w Komisji Mandatowo-Regulaminowej oraz Komisji Pracy i Spraw Socjalnych, w VI i VII w Komisji Pracy i Spraw Socjalnych, a w VIII w Komisji Pracy i Spraw Socjalnych oraz Komisji Polityki Społecznej, Zdrowia i Kultury Fizycznej.
Pochowana na cmentarzu na Dołach w Łodzi.

## Odznaczenia
- Order Sztandaru Pracy I klasy
- Order Sztandaru Pracy II klasy
- Krzyż Kawalerski Orderu Odrodzenia Polski
- Krzyż Oficerski Orderu Odrodzenia Polski
- Złoty Krzyż Zasługi
- Srebrny Krzyż Zasługi (1954)[2]
- Medal 10-lecia Polski Ludowej (1955)[3]
- Medal 30-lecia Polski Ludowej
- Odznaka 1000-lecia Państwa Polskiego (1966)[4]
- Złota Honorowa Odznaka PTTK (1967)[5]
- Medal „100-lecia sportu polskiego” (1968)[6]